# 中區 (名古屋市)
中區（日语：／ Naka ku */?）為位於日本愛知縣名古屋市中部的區，轄區大致位於堀川以東，鐵路中央本線及瀨戶線以西，北至廣小路通及名古屋城。
名古屋市的主要商圈榮、大須，以及主要的觀光景點名古屋城、久屋大通公園、名古屋電視塔都位於此區，同時本地的主要政府機構愛知縣廳、名古屋市役所也都集中於本區內。

## 歷史
本區在令制國時代時屬於尾張國愛知郡，17世紀進入江戶時代後德川義直接替松平忠吉入主清洲藩，其在本地原那古野城位址新建名古屋城，並執行了清洲越的大規模搬遷，將整個清洲城的城下町遷移至本地，清洲藩同時也被改設為尾張藩，此後本地也成為整個尾張藩的政治中心。
19世紀末明治維新實施廢藩置縣後改隸屬名古屋縣，在1872年的第一次府縣整併後繼續隸屬新整併而成的名古屋縣，而名古屋縣在四個月後更名為愛知縣。
1878年以名古屋城下的區域為中心設立了名古屋區，名古屋區在1889年成為名古屋市，現在的中區範圍在當時即屬於名古屋市；名古屋市在1908年開始設立區級行政區劃，最初的四個區包括中區、東區、西區、南區，但當時的中區最北僅至廣小路通，以北之區域在當時屬於西區。
1921年併入名古屋市的愛知町、常磐村和御器所村最初都是被劃入中區，使得中區的範圍一度大幅擴張，西至庄內川畔，東至尾張丘陵旁；不過這些新併入的區域在1937年即被劃至新設立的中村區、中川區和昭和區。
1944年中區若宮大通以北的區域與原屬西區位於名古屋城以南的區域被劃入新設立的榮區，但在隔年二次大戰結束後由於名古屋市區內因遭到嚴重破壞，名古屋市又將榮區直接併入中區，中區的範圍也因此往北擴張至名古屋城旁。

## 交通

### 鐵路
- 東海旅客鐵道
  - 東海道本線：（←名古屋市熱田區） - 金山站 - （名古屋市中川區→）
  - 中央本線：：（←名古屋市中川區） - 金山站 - 鶴舞站 - （名古屋市千種區→）
- 名古屋鐵道
  - 名古屋本線：（←名古屋市熱田區） - 金山站 - （名古屋市中川區→）
  - 瀨戶線：榮町站 - 東大手站 - （名古屋市東區→）
- 名古屋市營地下鐵
  - 東山線：（←名古屋市中村區） - 伏見站 - 榮站 - （名古屋市東區→）
  - 名城線：（←名古屋市熱田區） - 金山站 - 東別院站 - 上前津站 - 矢場町站 - 榮站 - 久屋大通站 - 市役所站 - （名古屋市北區→）
  - 鶴舞線：（名古屋市西區） - 丸之內站 - 伏見站 - 大須觀音站 - 上前津站 - 鶴舞站 - （名古屋市昭和區→）
  - 櫻通線：（名古屋市中村區） - 丸之內站 - 久屋大通站 - （名古屋市東區→）